# Kurt Grelling

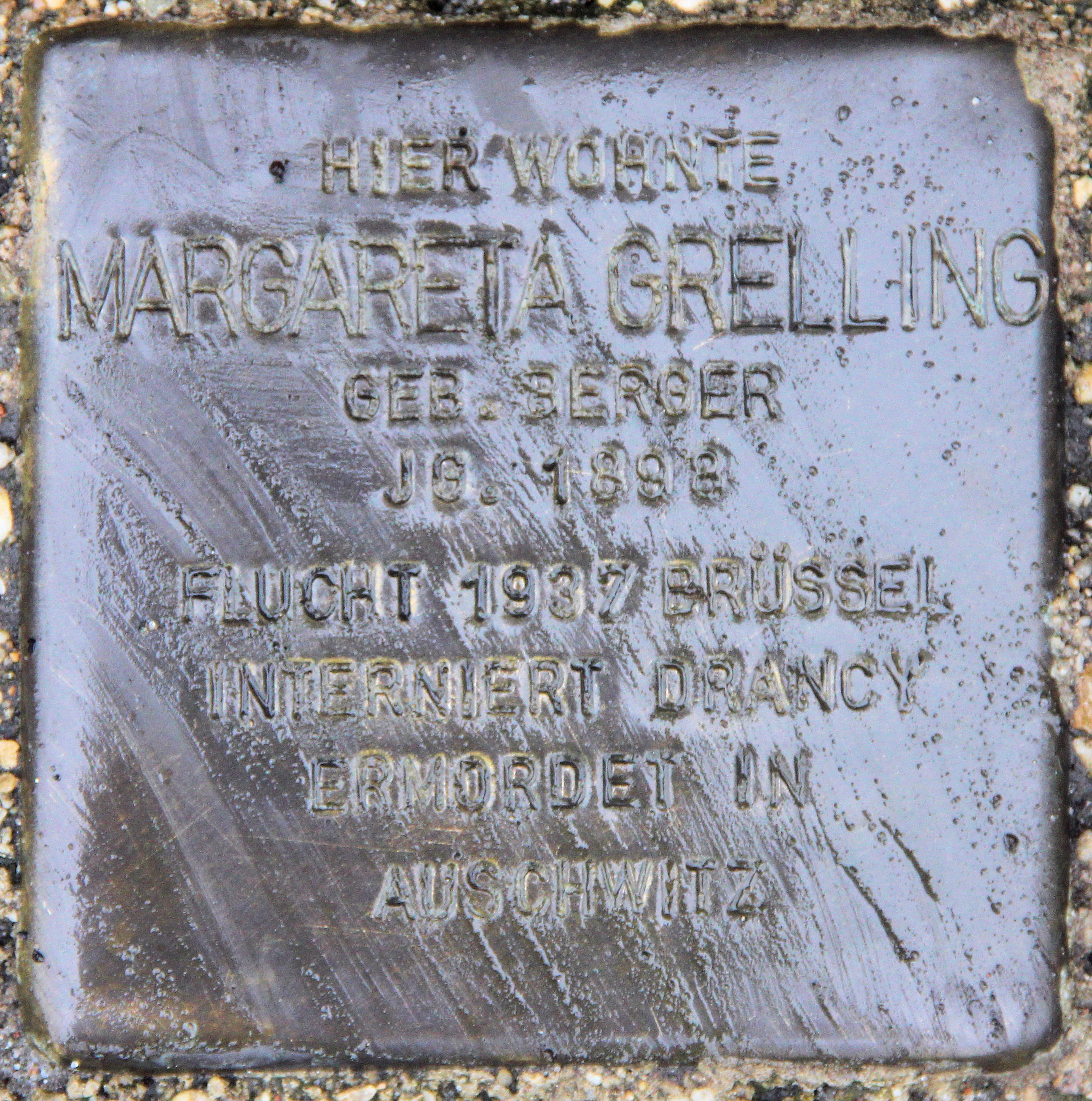
Stolperstein vor dem Haus, Königsberger Straße 13, in Berlin-Lichterfelde

Kurt Grelling (* 2. März 1886 in Berlin; † vermutlich September 1942 im KZ Auschwitz) war ein deutscher Mathematiker, Logiker und Philosoph. Er war Mitglied der Berliner Gesellschaft für empirische Philosophie.

## Leben
Sein Vater war der Rechtsanwalt, Publizist und Pazifist Richard Grelling. Kurt Grelling studierte ab 1905 an der Universität Göttingen und übersetzte viele philosophische Arbeiten aus dem Englischen, Französischen, Italienischen in die deutsche Sprache, unter anderem vier Werke von Bertrand Russell. Grelling arbeitete zusammen mit dem Philosophen Leonard Nelson über die Russellsche Antinomie. In ihrer 1908 veröffentlichten gemeinsamen Publikation beschreiben sie neue Paradoxien, speziell die semantische Antinomie, welche ihnen zu Ehren Grelling-Nelson-Antinomie genannt wurde.
Er promovierte 1910 in Mathematik bei David Hilbert in Göttingen über Die Axiome der Arithmetik mit besonderer Berücksichtigung der Beziehungen zur Mengenlehre.
Von 1911 bis 1922 publizierte Grelling hauptsächlich journalistisch-politische Artikel, und nach 1924 veröffentlichte er fast ausschließlich Arbeiten auf dem Gebiet der positivistischen Philosophie. Weiterhin übersetzte er Arbeiten von Russell, so die Analyse des Geistes (1927) und die Philosophie der Materie (1929). Grelling arbeitete als Gymnasiallehrer, da er keine Universitätsposition finden konnte. Mit Hans Reichenbach organisierte er die Treffen der Berliner Gesellschaft für empirische Philosophie. Nach der Emigration von Reichenbach leitete er die Organisation der Treffen allein weiter. Er hatte auch Kontakte zum Wiener Kreis. 1936 verteidigte er in einer Publikation Gödels Unvollständigkeitstheorem gegen die Kritik. 1937 flüchtete er nach Brüssel, wo er mit Paul Oppenheim an einigen Artikeln über die Analyse der wissenschaftlichen Erklärung und über Gestaltpsychologie schrieb.
Am ersten Tag der deutschen Invasion in Belgien wurde er als „unerwünschter Ausländer“ interniert und vier Tage später nach Frankreich deportiert. Ein Versuch von Paul Oppenheim und Carl Gustav Hempel, ihm ein Visum für die USA und eine Stelle an der New School for Social Research in New York zu verschaffen, wurde durch die US-Einwanderungsbehörde verzögert. Er und seine nichtjüdische Frau Margareta Alma geborene Berger wurden wahrscheinlich am 16. September 1942 aus dem Sammellager Drancy in der Nähe von Paris nach Auschwitz deportiert und dort nach ihrer Ankunft wahrscheinlich am 18. September 1942 ermordet.
Am 13. September 2008 wurde für Grelling ein Stolperstein in Berlin verlegt.

## Publikationen
- Das gute, klare Recht der Freunde der anthropologischen Vernunftkritik. Vandenhoeck & Ruprecht, Göttingen 1907.
- Bemerkungen zu den Paradoxieen von Russell und Burali-Forti. Vandenhoeck & Ruprecht, Göttingen 1908.
- Die Axiome der Arithmetik mit besonderer Berücksichtigung der Beziehungen zur Mengenlehre. zugl. Phil. Diss., Dieterichsche Universitäts-Buchdruckerei Göttingen, Göttingen 1910.
- Anti-J’accuse. Orell Füssli, Zürich 1916.
- Mengenlehre. Mathematisch-Physikalische Bibliothek. Band 58. Verlag B.G. Teubner. Leipzig/Berlin 1924.
- Gibt es eine Gödelsche Antinomie? In: Theoria, 3, 1936.